# Ред и закон: Организовани криминал (3. сезона)
Трећа сезона серије Ред и закон: Организовани криминал је премијерно емитована на каналу НБЦ од 22. септембра 2022. године до 18. маја 2023. године и броји 22 епизоде. Сезону су продуцирали "Wolf Entertainment" и "Universal Television". Сезона је премијерно приказана 22. септембра 2022 године.

## Глумачка постава
Брент Антонело и Рик Гонзалез су унапређени у главну поставу у епизоди "Ухвати ме ако можеш" након гостовања у епизоди "Сви знају да је коцка бачена". Брент Антонело не напустио серију на крају сезоне.

## Улоге

### Главне
- Кристофер Мелони као Елиот Стаблер
- Данијел Мон Труит као Ајана Бел
- Енсли Сигер као Џет Слутмејкерс
- Брент Антонело као Џејми Велан (епизоде 3−22)
- Рик Гонзалез као Боби Рејес (епизоде 3−22)

### Епизодне
- Брент Антонело као Џејми Велан (епизода 2)
- Рик Гонзалез као Боби Рејес (епизода 2)

## Епизоде
| Бр. у серији | Бр. у сезони | Наслов                         | Редитељ         | Сценариста                                                                   | Премијерно емитовање | Прод. код | Гледаоци у САД (милиони) |
| --- | ------------ | ------------------------------ | --------------- | ---------------------------------------------------------------------------- | -------------------- | --------- | ------------------------ |
| 31 | 1            | "Треба ми склониште"           | Џин де Сегонзек | Рик Ид и Гвен Сиган                                                          | 22. септембар 2022.  | 301       | 4.97                     |
| Током рата у Украјини, цела породица једне пубертетлијке је убијена. Она долази у Њујорк где је тргована. Она бежи улицом са крвљу на лицу током чега ју је Френк Косгров пронашао, а онда су је ударила кола. Док је хитна помоћ стигла, починилац ју је убио и побегао пре него што Косгров успео да одреагује. Косгров се удружује са Џејленом Шоом да раде на случају. Они сазнају да је девојчица живела код тетке и да је нестала пре два месеца. Такође од специјалисткиње судске медицине сазнају да је слана вода била на њеним рукама. Сазнају да је на месном пристаништу била журка на лађи и одлазе до власника лађе који каже да је издаје људима. Они посећују Оливију Бенсон која им даје приступ камерама у околини и сазнају да је снимљена особа која је јурила пубертетлијку. Када су отишли да посете осумњиченог Марка Сиренка, Косгров му је запретио. Елиот Стаблер испитује Косгрова док СБПОК истражује Сиренка због веза са организованим криминалом. Када су сазнали да Стаблер има доушника у Сиренковој околини, Стаблер одбија да се он укључи, али се онда предомислио пошто је Косгров рекао да то није Стаблер за којег је чуо. Стаблеров доушник је подвојио Сиренков телефон и умало страдао при том. Стаблер је позвао Бенсонову да покуша да пронађе податке о жени коју су пронашли на Сиренковом телефону. ОСЖ открива где се она налази па Косгров и Стаблер упадају у кућу, хапсе жену и проналазе једну 14-годишњу девојчицу у спаваћој соби. |              |                                |                 |                                                                              |                      |           |                          |
| 32 | 2            | "Сви знају да је коцка бачена" | Џон Полсон      | Брајан Голубов                                                               | 29. септембар 2022.  | 302       | 3.60                     |
| Богата и моћна породица Силас отвара прву коцкарницу у Њујорку, али неко прети да одложи изградњу: станар Хенри Кол који одбија да напусти свој дом. Када је Кол на крају умро од пада преко балкона свог стана, Стаблер сумња на убиство. Специјалисткиња судске медицине показује уједе пацова Стаблеру на Коловој нози. Стаблер, Џет и нови детектив СБПОК-а Џејми Велан истражују и откривају да пацови нису пореклом из Њујорка већ су врста из Африке која има отровне уједе. Човек који је купио пацове од продавца на црном тржишту је и сам угризен. Он бежи из болнице због чега детективи крећу у потеру. Са доласком детектива Бобија Рејеса, Ајана се суочава са својим чекајућим разводом од Дениз која и даље неће да јој опрости што је ухапсила конгресмена Килбрајда. |              |                                |                 |                                                                              |                      |           |                          |
| 33 | 3            | "Ухвати ме ако можеш"          | Кејт Вудс       | Мајкл Конивс и Џулијет Лашински-Ревен                                        | 6. октобар 2022.     | 303       | 3.00                     |
| Стаблер и радна скупина испитују Силаса и Серана о Кенију Кајлу који је куповао пацове. Они поричу да га познају. У међувремену, Кајл је усред шуме и проналази скривени пиштољ. Појављују се два полицајца и Кајл их рањава. Перл унајмљује личну истражитељку да шпијунира Тедија. Особа од које је Кајл купио пацове бива послата у болницу пошто је Кајл дошао да тражи антибиотике за уједе пацова. Стаблер и Џејми посећују жену коју би Кајл увек посетио кад је у невољи. Она се зове Диди Хејс и каже да га дуго није видела. Белова и Рејес одлазе на градилиште коцкарнице где у зиду зграде проналазе некога кога су изгризли пацови. Кајл се скрива у нечијој кући како би се побринуо за уједе на нози и позвао је Хејсову која је лагала детективе и отишла до њега. Стаблер и Џејми су пратили Хејсову, али их је она преварила да мисле да је на другом месту док је ишла код Кајла. Хејсова је покушала да убије Кајла преко плаћеника, али их је он сву тројицу побио. Кајл је украо кола са дететом унутра због чега су Ајана и Рејес кренули да га пронађу. Ајана је преварила Кајла да јој да бебу док га је Рејес ухапсио. Теди је сазнао да је Перл ангажовао личну истражитељку пошто их је све исплатио. Стаблер је бесан јер је један од полицајаца кога је ранио Кајл умро. |              |                                |                 |                                                                              |                      |           |                          |
| 34 | 4            | "Дух на небу"                  | Сајмон Бренд    | Хорге Замакона                                                               | 13. октобар 2022.    | 304       | 3.12                     |
| На месту градилишта пада нови радник и одведен је у болницу што доводи до спора између Перл и Бишопа. У међувремену, Кени одлази у Рајкерс и напада једног од тамошњих полицајаца што је исходило посетом Стаблера. Рејес жели да оде у Рајкерс да покуша да разговара са Кенијем, али Белова неће да га пусти. Касније се предомислила. Због догађаја на градилишту, дошло је до гашења изградње. Рејес покушава да уђе у везу са Кенијем, а касније то успева када је убоден у трбух место њега. Бишоп је ван града и бави се сахраном са Русом када је чуо за грађевински догађај. Перл касније преузима цело градилите. Белова жели да Рејес буде избачен из Рајкерса јер не жели да изгуби још једног полицајца као што је изгубила Ђину Капелети. Стаблер касније преузима дужност његовог референта. Бишоп и Русо се плаше да ће Кени проговорити у затвору. Стаблер и Рејес су успели да склопе посао са Кенијем. Његово сведочење у замену за одлазак у затвор на Флориди да би био ближе породици. Стаблер и радна скупина проналазе везу између Руса, Бишопа и Кенија. Стаблер и Џејми су јурили Руса до ваздушне луке "ЏФК" где је дошло до пуцњаве и Русо умире. Силас и његов отац причају о Русовој смрти и како им је Стаблер на трагу. Стаблер и даље покушава да уразуми Тедија и Перл, али они и даље не разговарају. Стаблер и Џејми су касније посетили Бишопа који се убио у кади у породичној кућом. Кени добија могућност да оде на Флориду и захваљује Рејесу што му је помогао. Стаблер каже Перл да јој чува леђа док се зграда Хенрија Кола руши. |              |                                |                 |                                                                              |                      |           |                          |
| 35 | 5            | "Те плаве очи"                 | Џон Полсон      | Бери О’Брајен                                                                | 27. октобар 2022.    | 305       | 3.18                     |
| Стаблер је позван да сведочи против Братства на суду. Касније га је позвала Аманда Ролинс да истражи силовање две девојке које су силовали људи обучени као полицајци. Беловој је рекла заменица инспектора да би СБПОК могао да буде затворен. Стаблер и оперативна скупина испитују типа којег су напали прљави полицајци, али он не верује детективима. У почетку су помислили да би то могла бити фракција Братства, али се испоставило да је то лаж. Један клинац Данте излази из затвора и придружује се својим пријатељима Менију и Вону за које се открива да су у скупини лажних полицајаца. Данте се касније придружио својим пријатељима и они изводе још једну пљачку касније те ноћи. Током те пљачке, док је Вон покушавао да силује девојку у кући, Данте је открио његово име због чега је Вон убио девојку. Белова и Џејми проналазе крв на столићу за кафу за коју је откривено да је Менијева, а Џет и Џејми одлазе у ноћни клуб да подвоје његов телефон што су успешно и урадили. Ролинсова и Стаблер су успели да разговарају са ћерком прве жртве силовања и открију да је силоватељ Мени. Џет је успела да сазна да ће те ноћи извршити још једну пљачку. Рејес се вратио у радну скупину пошто је сведочио против типа који га је тресао. Оперативна скупина тада улази у пуцњаву са правим и лажним полицајцима што је довело до Дантеовог рањавања и Менијевог хапшења јер је остао са Дантеом. Рејес открива Беловој да је одрастао у хранитељском дому са Менијем и Дантеом, али такође открива да је био у хранитељском дому и са Воном. |              |                                |                 |                                                                              |                      |           |                          |
| 36 | 6            | "Бљесак славе"                 | Ана докоза      | Данијел Бити                                                                 | 3. новембар 2022.    | 306       | 2.93                     |
| Екипа упада у Вонову кућу, а Вон их гледао са сигурносне камере и диже у ваздух кола испред куће неколико метара од екипа. Рејес се вратио у болницу да разговара са Дантеом, али не постиже ништа. Пословница заменице инспектора је успела да помогне да се екипи обезбеди више средстава, што се дешава касније. Стаблер и Џејми разговарају са Менијевим заступником који не жели да склопи договор у вези података. Рејес одлази у своју хранитељску породицу да пронађе Леонарда, али он бежи кроз прозор док је Рејес разговарао са децом доле. Вонова екипа покушава да побије два полицајца, а један је повређен. Стаблер и Џејми су сазнали да је Вон био на Полицијској академији и разговарали су са његовим инструктором. Инструктор их доводи до Пола Финка, месног преваранта у сали за билијар и они одлазе код њега по податке. Вон убија још двоје чланова своје екипе јер не поштују његова наређења. Пол води Стаблера и Џејмија до Нејта Рејнолдса, детектива њујоршке полиције који лаже детективе да не разговара са Воном. Стаблер и Џејми су га пратили до сметлишта где је Рејнолдс оставио оружје у контејнер. Рејес и даље прати Леонарда, прати га до куће и суочава се са њим и умало га убија. Леонард је успео да каже Рејесу и Беловој (која је пратила Рејеса) да Вон жели да оде у пламену и слави. Вон се касније појавио на сметлишту и упао у пуцњаву са Стаблером и Џејмијем. Стаблер је упуцао Вона и они га хапсе. Рејес одлази да саопшти Дантеу вести, али сазнаје да је Данте умро. Док Стаблер и Белова славе, Стаблера зове Перл Серано и говори му да жели да му да неке податке. |              |                                |                 |                                                                              |                      |           |                          |
| 37 | 7            | "Све што сија"                 | Сајмон Бренд    | Џош Фегин и Кендис Санчез Мекфарлејн                                         | 10. новембар 2022.   | 307       | 3.00                     |
| Џет и Џејми одлазе на тајни задатак како би уклонили операцију шверца накита у којој је курир у њиховој операцији детективка Тиа Леонети. Тиа је Стаблерова бивша ортакиња док је био у њујоршкој полицији у Риму. Она је дошла у Њујорк да помогне у уклањању Аврамова који шверцује злато. У међувремену, Аврамов је убио једног од својих људи када је тражио још злата. Рејес иде на тајни задатак да разговара са Аврамовим. Ствар успешно пролази, али уместо тога успевају да предају једну од девојака у операцији шверца. У међувремену, Џејми разговара са Перл Серано о подацима како би се срушио Теди Силас. Податак девојке је успео јер су пронашли складиште у ком Аврамов држи злато. Детективи проналазе и лобању момка којег је Аврамов убио. Стаблер и Тиа су успели да добију податке од члана отправништва послова Северне Африке одакле Аврамов превози злато. Сви они прате Аврамова до ваздушне луке из које покушава да побегне, али оперативна скупина успева да га ухвати пре него што је побегао. Њујоршка полиција успела је да пронађе још девојака које је Аврамовљева екипа држала као таоце. Перл покушава да натера Тедија да се удаљи од посла, али он то не жели. |              |                                |                 |                                                                              |                      |           |                          |
| 38 | 8            | "Казнена објава"               | Шерон Луис      | Хорге Замакона                                                               | 17. новембар 2022.   | 308       | 3.49                     |
| Беловој долази у посету Лилијан Голдфарб која јој каже да ће бити унапређена у заменицу инспектора, али организовани криминал мора да се затвори. У међувремену, Стаблер добија позив од Тедија који каже да је Перл тајанствено колабирала претходне ноћи и да је била у болници. Лекари не знају разлог шта се догодило. Белова каже Стаблеру да не преузима случај, али он је не слуша и свеједно га преузима. Стаблер и Џејми одлазе до кафића испред ког је Перл колабирала и откривају да су безбедносни снимци избрисани. Роберт Силас каже Тедију да уклони Перл из свих својих финансија. Стаблер и Џејми посећују шанкера који је радио те ноћи и дрогирао људе у кафани. Касније су сазнали да није дрогирао Перлино пиће. Џет открива да је Перл носила шал када је отишла па проверавају мараму и откривају да је натопљена дрогом. У међувремену, Рејес и Џејми одлазе у Тедијев стан да ураде форензичку проверу за дрогу, али он им не дозвољава да помогну. Стаблер одлази да види Тиу пре него што оде да им помогне око случаја. Стаблер одлази у болницу да види Перл, али она је напустила болницу уз помоћ своје сестре. Од портира у згради добијају податак да се човек који је са хемијског чишћења донео шал презива Белучи. Стаблер и Тиа иду да ухапсе Белучија који бежи, али успевају да га ухвате. Испитују га, али долази његова заступница за коју се испоставило да је и заступница Силасових. Тиа се враћа у Италију и поздравља се са Стаблером. Силас је сазнао за заступницу и претукао Белучија бејзбол палицом пред Стаблером, Рејесом и Џејмијем. Стаблер разговара са Тедијем о томе шта је Белучи рекао у колима хитне помоћи, а то је да је Роберт Силас био тај који је наредио убиство Перл Серано. Теди је рекао Стаблеру да је Перл трудна. Стаблер покушава да пронађе Роберта, али он је побегао из свог стана. На крају је Белова рекла Стаблеру да се СБПОК гаси, а он љутито одговара да су му "срце и душа у овој јединици". |              |                                |                 |                                                                              |                      |           |                          |
| 39 | 9            | "Последњи Божић"               | Џин де Сегонзек | Шон Јаблонски                                                                | 8. децембар 2022.    | 309       | 3.28                     |
| Заступница Роберта Силас долази у радну скупину да разговара о склапању договора. Стаблер и Белова се састају са Робертом на ничијој земљи како би разговарали о договору док Џет, Џејми и Рејс долазе тамо. Место на које одлазе нема домет па не могу да ступе у везу ни са ким. Док су разговарали о договору, појављује се лажни тужилац коме је Белова рекла где да иде. Она сазнаје да је он лажан када се појавио прави тужилац да обави посао. Радна скупина улази у пуцњаву са лажним ПОТ-ом, а на крају га Стаблер рањава и он пада кроз прозор. Када су Стаблер, Рејес и Џејми отишли да провере тело, упадају у заседу чланова породице Русо. Џејми је рањен и завршава у другом делу зграде. Стаблер успева да га пронађе. Оперативна скупина успева да изађе из зграде захваљујући томе што је Стаблер бацио Рејесов мобилни телефон са крова како би нашао домет. |              |                                |                 |                                                                              |                      |           |                          |
| 40 | 10           | "Трка"                         | Џон Полсон      | Ејми Хигинс                                                                  | 5. јануар 2023.      | 310       | 3.79                     |
| Извесни Тино се забија у задњи део марице док његову девојку отима скупина уличних тркача. Стаблер одлази код психијатра након догађаја у складишту Роберта Силаса, али одлази када га зове Тино и тражи помоћ да пронађе његову девојку. Белова се састаје са новим замеником инспектора који је поштује након онога што је урадила када је одбила посао. Стаблер и Рејес се састају са неким типом у Бронксу који одбија да да податке о уличним тркачима. Радна скупина сазнаје да их води извесна Менедезова која управља уличним колима у Мајамију. Стаблер и Рејес хапсе једног од њених возача пошто су пронашли девојчине слушалице у задњем делу кола. Џејми одлази на тајни задатак јер се некада тркао колима. Покушава да постане нови возач у Менедезиној скупини. Он добија поштовање једног Руиза и може да постане један од возача скупине. Место на које Џејми одлази је место где је Тинова девојка и оперативна скупина уклања део скупине док Менедезова, Руиз и Џејми одлазе другим колима. Рејес и Џет јуре кола, али Џејми их надмашује. |              |                                |                 |                                                                              |                      |           |                          |
| 41 | 11           | "Игра убацивања"               | Стивен Сурџик   | Алекс Велс                                                                   | 12. јануар 2023.     | 311       | 3.39                     |
| Џејми вози Руиза и Менедезову тамо где је прави вођа организације Антонио Дуран. Дуран одмах избацује Џејмија и то доводи до тога да Стаблер преузме тајну операцију. Они инсценирају Џејмијеву смрт што га је разбеснело јер је желео да уради посао. Турман доводи два детектива из Мајамија да помогну оперативној скупини да уклони Дуранову операцију растурања дроге. Стаблер је у могућности да добије позицију у Дурановој скупини због монтираног снимка. Дуран је касније натерао Менедезову да припази на Стаблера да види о чему се ради. Стаблер касније сазнаје да је дошло до пуцњаве у близини радње његовог пријатеља коју је раније посетио и теши власника. Стаблеру треба више новца за Дуранов договор. Када се вратио у кафану, он открива да је Руиз погођен. Док покушава да одведу Руиза на сигурно, два детектива из Мајамија упадају у кафану и убијају Руиза. Стаблер и Џејми се свађају јер Џејми спречава детективе из Мајамија да сазнају било шта о случају. Белова открива да има нешто погрешно у вези са Турманом као и да истрага открива да он има псеудоним. Осврћући се на Руизов ГПС, успели су да пронађу скровиште где хапсе Менедезову. Менедезова води радну скупину у хапшење Дурана. |              |                                |                 |                                                                              |                      |           |                          |
| 42 | 12           | "Ортаци у злочину"             | Тес Малон       | Синопсис: Бери О'Брајен Сценарио: Бери О'Брајен и Џон А. Мекормак            | 26. јануар 2023.     | 312       | 4.16                     |
| На свом саслушању, Октавио Монтанеро се обрушио на суд рекавши да он није убио Белиног бившег ортака већ Ејмон Марфи. Ово наводи Белову да истражи шта се догодило пре много година. Она сазнаје да оружје којим је убијен њен ортак није исто као пронађено оружје. Марфи сазнаје шта се догодило на суђењу и говори својој десној руци Шејмусу О'Миру да се побрине за то. Монтанеро је касније убијен у затвору. Турман касније говори Беловој да пази шта ради са случајем. Стаблер тражи помоћ од Тедија Силаса да искористи један од његових локала да отвори операцију хапшења Марфија у замену за блажу казну. Радна скупина поставља локал и коцкарницу како би изгледало легитимно како би могли да га отворе за посао. Рејес одлази у посету свом рођаку да затражи помоћ да уклони Нове западњаке. О'Мира и Марфи посећују Монтанерову жену и прете јој Марфијевим псом убицом. Стаблера посећује Рика Харолд, тужитељка која жели да им Стаблер да податке о Новим западњацима. Белова долази у посету супруга њеног бившег ортака да добије подршку у случају, али она све то оставља иза себе. Када су Рејес и Џет дошли да воде Тедија у локал, видели су га са напуњеним пиштољем у торби и запленили га. Џет је у локалу успела да се повеже са О'Миром и њих двоје започињу везу. Рејес и Џејми успевају да сруше бисту са остатком О'Мирине багре. Стаблер и Белова говоре Џет да она добро ради свој посао на тајном задатку. Џет касније налеће на О'Миру на улици и упознаје Марфија. |              |                                |                 |                                                                              |                      |           |                          |
| 43 | 13           | "Удри"                         | Брина Малој     | Џулијет Лашински-Ревен                                                       | 2. фебруар 2023.     | 313       | 3.65                     |
| Џет прави велике кораке у вези са О'Миром. У локалу избија обрачун са О'Миром и другом скупином људи. Касније се открива да су то људи које је Рика унајмила да помогну Стаблеру. Марфи посећује локал и тражи од Стаблера да му буде ортак при чему Стаблер даје 25% и мора редовно да се појављује у локалу. О'Мира и Џет одлазе на хелиодром где виде Марфија како доводи ирског првака у боксу, а Марфи на прсту има прстен Белиног бившег ортака са полицијске академије. Белова касније одлази у посету Турману јер јој не дозвољава да прође кроз много тога и каже да је нико неће спречити да заврши случај. Џејми и Рејес покушавају да натерају Густава, једног од људи који су претходно похапшени, да се врати и купи још дроге како би имали бољи случај. Џет верује да постоји уговор са О'Миром ако не испуни одређена наређења. Густаво се извлачи из операције па Стаблер мора да уђе и постави још један локал јер је Марфи љут. О'Мира и Џет подижу своју везу на виши ниво. Рејес је ово сликао и показао Беловој и то доводи до тога да она одлучи да ли да повуче Џет из операције. Теди и Марфи су организовали бокс меч у локалу. Џет је љута на Рејеса што је сликао њу и О'Миру. Џет изводи представу пред Беловом како би показала да је спремна да прихвати посао. Бокс меч је ишао добро све док Мајкл Амато није ушао и отворио ватру. О'Мира и Џет беже, али он случајно стргава њену перику па она бива присиљена да открије да је полицајка. О'ира је онесвешћује и ставља у пртљажник док Белова све слуша преко телефона. |              |                                |                 |                                                                              |                      |           |                          |
| 44 | 14           | "Све је у игри"                | Оз Скот         | Мајкл Конивс                                                                 | 16. фебруар 2023.    | 314       | 3.45                     |
| Амато је гледао како О'Мира отима Џет, а неколико тренутака касније њега отима Марфи. Теди држи полицајца као таоца и бежи пошто му је оперативна скупина рекла да се не меша. Стаблер испитује Марфија о томе где је О'Мира. Марфију пада на памет где би могао бити. О'Мира води Џет у шуму да је убије. Џет успева да побегне и оперативна скупина успева да приведе О'Миру пошто га је Стаблер ранио. Марфи сазнаје од Амата да је СБПОК водио кафану и касније га убија својим псом. Белова и Стаблер сазнају да је Теди побегао Турману док је тешио Џет у болници. Теди добија помоћ од пријатеља и зове Марфија да га извуче. Џејми и Рејес се мимоилазе за секунд док Теди бежи. У међувремену, Стаблер, Џет и Белова проналазе оружје којим је убијен Белин бивши ортак у О'Мирином стану. Стаблер пита О'Миру о пиштољу који су пронашли, а Џејми и Рејес испитују власника ауто-механичарске радионице да ли је помогао Тедијево бекство. Тедију прети смрт од Марфијевог пса, али радна скупина упада пре него што је стање прерасло. Белова испитује Марфија о свом бившем ортаку. Џет посећује О'Миру пре него што је пребачен у затвор због својих поступака. Белова касније сазнаје да је Марфи доушник ФБИ-ја и њихова истрага је одбачена. Белова касније одлази код Марфија у његов складиште и замало га убија, али је Стаблер спречава. О'Мира је убијен у свом болничком кревету по Марфијевом наређењу, а Џет је узнемирена због тога што се догодило. Стаблер прети Марфију говорећи му да се пази. |              |                                |                 |                                                                              |                      |           |                          |
| 45 | 15           | "Дивљи и невини"               | Алекс Закрзуски | Хорге Замакона                                                               | 23. фебруар 2023.    | 315       | 3.65                     |
| Стаблер покушава да спречи рат банди када је Џенел Карвер, ћерка Дејвида Карвера, вође мотоциклистичког клуба „Синови греха“ и такође Стаблеровог старог вође вода из морнарице, отета, а њеног вереника убили чланови „Проклете посаде“, противничке банде коју предводи Питер Грајмс који има блиске везе са Лосом. Јединица користи могућност да пронађе складиште оружја које такође прати ПТЈ. Они обавештавају Стаблера да киднаповање обично врше картели, а не мотоциклистичке банде, што је довело до тога да Стаблер открије да је Карвер продавао оружје Грајмсу који га је потом дао картелу. Карвер се повукао из уговора када је сазнао да картел убија маринце, али не може да наведе име добављача који их 3Д штампа. Пратећи продају полимера помоћу 3Д штампача, Белова и Слутмејкерсова проналазе произвођача Џулијуса Хејса и склапају уговор са њим. Стаблер постаје благ према Дејвиду за његово дилање оружја. Марко из Лос Тороса врши притисак на Грајмса који му обећава све оружје које ће му икада требати. Грајмс мења договор и прети Стаблеру на тајном задатку снимком Џенел. Пошто је Џулијус био произвођач, Велан одлучује да се представи на тајним задатком као Хејс, продајући оружје које не пуца. Договор је кренуо по злу када у се појавили Лос Торосовци са намером да отму "Хејса" пошто је један члан Синова греха обавести о договору и уследила је препирка. Грајмс се одвози са Џенел, али га оперативна група сустиже и хапси. |              |                                |                 |                                                                              |                      |           |                          |
| 46 | 16           | "Кинеска четврт"               | Милена Говић    | Џош Фегин и Кендис Санчез-Мекфарлејн                                         | 23. март 2023.       | 316       | 3.24                     |
| ДИ Реј Турман позива радну групу након покушаја атентата на Стивена Лија, кандидата за одборника Кинеске четврти. Лијева супруга Џенифер је погођена и одвезена у болницу. Детектив Ченг из 4. одељење за питања заједнице покушава да одгурне БКОК од случаја. Ли је примао претње од банди и обавестио 4. станицу, али одбија безбедносне детаље док га Стаблер није убедио у супротно. Истрага води до Данијела Јаа, радника који је трчао током покушаја. Стаблер и Белова се састају са капетаном Лином у 4. станици који такође не сарађује. Јао препознаје убицу као Јонга, члана банде из Дојершке улице, највеће у Кинеској четврти, али Ченг стиже да обавести Стаблера и Белову да лаже, пошто је Јонг њен доушник у банди и био је са њом током пуцњаве. Они су ослободили Јаа и он се састаје са Јузом Жаом, високо котираним чланом банде Црног тигра. Стаблер се састаје са Мајклом Кваном, Лијевим саветником у кампањи који је заменио Стаблерово обезбеђење својим приватним, а стање постаје још хаотичнијо када је неко издао награду за онога ко је упуцао Лијеву жену. Џао одводи Јаа до Каја, вође банде из Дојершке улице, да објасни Јаоове поступке и преда га да буде убијен пре него што оперативна група уђе. Док не успевају да ухапсе Каја, успевају да ухапсе Џаа. Лин доводи Лили, претходну робињу коју су Црни тигрови користили док није остала трудна, која сада ради у медицинској заједници Кинеске четврти захваљујући Џенифер Ли. Пошто је помогла толиком броју жена којима су Црни тигрови трговали, испоставило се да је Џенифер права мета. У светлу ове истине, Стивен Ли одлучује да испадне из трке. Џенифер је покушавала да помогне Меи Шен која је нестала месец дана након догађаја у банци у којој је радила. Пошто су проверили Џениферин мобилни телефон, они прате Шенову до адресе у Квинсу и проналазе њено тело. Капетан Лин креће на Црне тигрове и упада у њихово скровиште, откривајући да је то да је Џао стрелац мало вероватно јер је Шенова убијена отприлике у време када је он био у притвору. Џенифер Ли се буди у болници и каже им да је Шенова требало да добије уточиште од Мајкла Квана. Слутмејкерсова извештава да је Лијеву кампању финансирала банкарска група у Кини где је Кван био у управном одбору. Стаблер обећава да ће Кван робијати због покушаја атентата. |              |                                |                 |                                                                              |                      |           |                          |
| 47 | 17           | "Породичне везе"               | Џонатан Браун   | Алек Велс                                                                    | 30. март 2023.       | 317       | 2.88                     |
| Детектив Ченг ради са радном групом како би им помогао да уклоне Мајкла Квана који се сада кандидовао за градско веће. Да би се борили против његове операције кријумчарења и трговине људима, они залажу његов брод „Плава сирена“ да пресретну наводну пошиљку робова, али проналазе само Шаа Вена, избезумљеног оца у потрази за својим 16-годишњим сином Боом, чак из Кине. Својеврсни сплав за спашавање показује знакове да су робови можда премјештени пре него што је брод напустио луку. Њих, заједно са Боом, узимају Кај и банда из Дојершке. Оперативна група проналази напуштени камион "Ексцелсиор" са тајним порукама од 12 робова који траже помоћ. Кван је натерао Каја да убије официра обалске страже који га је покривао на пристаништу. Белова и Чанг одлазе до Ченгове везе сестре Шу да питају ко је управљао пошиљком Плаве сирене. Иако се чини да су затрпани, Ченг је уверена да ће се Шу распитати како би њени доушници проверили. Стаблера Шао одводи код Била Хуанга, своје везе. Он фалсификује пасоше за банде и даје Стаблеру адресу коју су Велан и Рејес већ пронашли. Шао излеће у зграду, Стаблер креће за њим, али Боа нема. Капетан Лин је обавештен о Квановим пословима, а Кван све пориче. Дојерсовци су откривени као банда која држи робове, а Стаблер намешта Шаа да „купи“ свог сина назад. Шао препознаје Боа као продавца, али он тврди да се Бо не може купити јер је "посебан" и позива Шаа на аукцију на којој се Бо продаје. Кван нуди прилог од 2 милиона долара МУП-у за нову радну групу против трговине људима како би се ослободио опасности и могућег хапшења од страна БКОК. Шао иде на аукцију као приступ оперативне групе згради. Кван је присутан у клубу у коме се одржава аукција и препознаје Шаа са слике коју му је дао Кај коме налаже да све исели. Полиција упада пошто их је Шао обавестио да се аукција одржава тамо. Велан и Рејес хапсе Каја пре него што је преселио Боа и робове, а Стаблер хапси Квана. Након недавних догађаја, Стаблер одлучује да остатак дана проведе са Илајем. |              |                                |                 |                                                                              |                      |           |                          |
| 48 | 18           | "Метода означавања: ГЕН"       | Џон Полсон      | Ник Калбертсон                                                               | 6. април 2023.       | 318       | 3.29                     |
| Велан и Рејес на тајном задатку у геј клубу траже Паола Косту, дилера дроге из Риа. Током бисте, неко се сруши у клубу и Паоло је претучен пре него што га је ухапсио непознати мушкарац. Човек који се срушио препознат је као Ерик Гири, полицајац. Одведен је у болницу и, када се стабилизовао, наводи да је био дрогиран ГХБ-ом. Костини адвокати устају током испитивања о дроги и коме је продаје. Оперативна група ради на проналажењу човека који је напао Косту. Белова и СЛутмејкерсова га проналазе и хапсе. Он наводи да се борио против некога ко је циљао геј мушкарце у клубу, дрогирао их и пљачкао њихове банковне рачуне. Ченг је приведен на случај и говори им о отиску ципеле на леђима жртве. Даља истрага открива да су жртве нападнуте у пет клубова чији је власник Роберт Петрило, осумњичени sa РИКО оптужнице. Стаблер и Белова га испитују о везама, а Петрило пориче умешаност. Белова је позвана када је неко убијен превеликом количином ГХБ-а. Комшија је обавештава о некоме са ким се жртва виђала. Гири јавља Беловој о сату који је нестао док је био у клубу. Радна група проверава залагаоницу да би добила снимак лопова, кога проналазе и хапсе. Он даје адвокате упркос томе што је признао да је део екипе, а на њему је пронађен постер који промовише догађај у околини. Петрило одлази код свог сина Алекса, испитујући га о нападима у клубовима, али Алекса више брину очеви дугови. Гири је доведен да помогне Стаблеру који је на тајном задатку. У клубу проналазе "Бена", посматрача лопова, и Алекса Петрила који покушава да дрогира Стаблера. Оперативна група улази и хапси Алекса, усклађујући његову чизму са жртвом на слици. Алекс је пљачкао жртве да би исплатио Френка Моретија, мафијашког боса коме његов отац Роберт дугује новац. Да би им помогли да пронађу Моретија, склапају договор са Алексом који их одвози на место где Морети уцењује Роберта да му да палице. Алекс открива да је Роберт прао новац за мафију. Морети је ухваћен и ухапшен пошто је пуцао у Роберта. |              |                                |                 |                                                                              |                      |           |                          |
| 49 | 19           | "Дипломатско решење"           | Џон Касар       | Кристина Пиња                                                                | 27. април 2023.      | 319       | 3.24                     |
| Шеф контраобавештајне службе Њујоршке полиције Новак долази током скупштине УН-а да обезбеди превоз важне министрке спољних послова по имену Диа Лагари из Делхија. Она је позвана да одржи говор који би могао да преокрене ток у рату у Украјини. Стаблер преузима лично задужење за госпођу Лагари и њену актовку пре него што пратњу нападне бомбашки напад из даљине. Лагарина лична асистенткиња Сита је повређена. Убрзо, Лагаријева бива испоручена у отправништво послова, а Стаблер се састаје са њеним шефом обезбеђења Виром. Велан и Рејес истражују, а касније су сатерани у ћошак од стране станара који им указују на осумњиченог. Слутмејкерсова покреће препознавање лица осумњиченог, а Бернадет препознаје осумњиченог као Руса према марки цигарета које има. Викрам Пател, првобитни возач госпође Лагари који није био присутан током бомбардовања, пронађен је у својој кући упуцан у главу. Иако је Пател продао податке о путањи вожње, Лагарина суптилност указује на Вира као осумњиченог. Рејес посећује свог пријатеља у вези са цигаретама и открива да је извесни Иван Островски, бивши припадник руске милиције, активирао бомбу. Оперативна група упада у његову кућу и проналази доказе који га препознају као бомбаша пре него што га ухапсе. Они проналазе листу за убиство на којој се налазе Пател, Лагаријева и Лиланд Џонсон који је украо полупроводнике из војне фабрике који се користе у разним државним оружјем. Џонсона проналазе пошто је Вир покупио његову капљицу и оперативна група га ухапси. Отправништво послова је затим претресено. Вир је ухапшен због илегалне трговине оружјем, али је Лагаријева покушала да напусти земљу са проводницима. Направљена је насловна прича као дипломатско решење да се она врати празних руку у Индију. |              |                                |                 |                                                                              |                      |           |                          |
| 50 | 20           | "Паретово начело"              | Гонзало Амат    | Дејвид Грацијано и Брендан Фини                                              | 4. мај 2023.         | 320       | 3.08                     |
| На Државном острву, агент Куртис Мекрери из ФБИ-ја позива оперативну групу када супруга открије главу Фила Мекбрајда обезглављену у његовој машини за сушење веша. Утврђено је да је био део екипе пљачкаша банака, вероватно повезаних са пљачкама на Тргу јединства вредним преко 2 милиона долара. Још један члан екипе, Френк Литл, убијен је претходног јутра. Повезани су њиховим пословима на крипто берзи. Истрага их води до Лојда Блума који живи са Филовом сестром у Роузбенку, ради као линијски радник за Кон-Електрик. Он је приведен на испитивање пошто је пронађен како узима вреће које је сакрио са милион долара унутра. Тврди да му је Мекбрајд дао торбу да је чува. Проналажење оружја којим је извршено убиство повезује Блума са Литловим убиством, али не непосредно са Мекбрајдовим убиством. ДНК Јуниора Суареза пронађен на месту убиства Мекбрајда указује на његову умешаност, иако је у ноћи убиства требало да буде у затвору. Често га је посећивала његова сестра близнакиња Тифани, па Рејес одлази да је испита и открива да јој је Суарез недавно дао двадесет пет хиљада долара. Суарезов рођак је такође осумњичен попут Лојда. Затворски чувар Мајк Пендергаст постаје осумњичен када је повезан са многим лажним одсуствима из затвора. Пендергаст је касније ухапшен у рацији, али је прво је покушао да пошаље сигнал. Пендергаст је својим убицама на одсуству плаћао само цигарете, откривајући да је Суарез узимао споредне послове за новац. Његов ДНК је пронађен на другом месту злочина, што указује на нешто веће од затворских убица. Након значајног стреса, Стаблеру се указала жена у соби за испитивање. |              |                                |                 |                                                                              |                      |           |                          |
| 51 | 21           | "Шпијун"                       | Тес Малон       | Синопсис: Брендан Фини и Кендис Санчез-Мекфарлејн Сценарио: Дејвид Грацијано | 11. мај 2023.        | 321       | 3.48                     |
| Одељење за специјалне жртве је позвана да сарађује када је Јуниор Суарез повезан са случајем силовања за најам на којем раде. Бенсонова и Стаблер одлазе у Гринхевен да провере Суарезов мобилни и пронађу телефон. Док је тамо, Бенсон има неугодан поновни сусрет са Оскаром Папом, вођом БКС9. Наредник Белл касније интервјуише Марију Варгу и откривају Хуареза као њеног нападача. Слутмејкерсова открива да је плаћен у биткоинима и посао је добио преко интернета. Велан и Рејес имају задатак да провере рачунар Дерека Скалија, Варгиног претходног послодавца, али откривају да је његова супруга унајмила Хуареза са интернет странице под називом „Шпијун“, покретача за развратнике. На сајту проналазе селфије почињених силовања, као и списак других захтева за насилни злочин. Пронашли су девет корисника који су желели да убије Рејчел Ли Спраг, а Стаблер их је похапсио. Испитују њеног комшију из суседне куће који открива да је уложио 500 долара на групно финансирање за Спрагово убиство. Даљи поглед на сајт "Шпијун" открива да сајт функционише широм света са преузетим пословима означеним обележјима у виду катана. Убрзо је постигнут погодак за кладионичара Герија Лонга, а Стаблер и Велан журе у Бронкс да прекину посао. Припремају упад у његов стан, а сумњиви возач камиона за доставу Кор Глобала "Џош Кроклен" прилази са пиштољем и бива ухапшен. Он открива да све иде преко некога по имену Хиакунин Гири који прима селфије. Када је ИП Хиакунина Гирија пронађен у Даблину у Охају, Меккрери је стављен у истрагу. Пошто је послао лажни селфи за Лонгов "погодак", Кроклен добија милионе. Стаблер одлази код Ролинсове, а она профилише некога ко се осећа немоћним у сопственом животу. Мекрери се враћа када је на "Шпијуну" избачена савезна судиница Барбара Зиглер која је касније пронађена убијена. |              |                                |                 |                                                                              |                      |           |                          |
| 52 | 22           | "Са много имена"               | Џон Полсон      | Синопсис: Џули Мартин и Николас Јеванђелиста Сценарио: Дејвид Грацијано      | 18. мај 2023.        | 322       | 4.00                     |
| "Шпијун" главе Оливије Бенсон и Елиота Стаблера на вредност од 50.000 долара. Велан и Рејес испитују ИТ радника у сарадњи са "Шпијуна" Џејкоба Бетанкура. Као одговор на награду, савезњаци уклањају Бенсонову и Стаблера са активне дужности. Линда Вилки је испитана и истражује своје трагове до свог сина Кајла који је био у летњем кампу последњих пет година. Полиција и ФБИ су извршили рацију у Вилкијевом дому, али Кајла нема. Бенсонова и Стаблер су нападнути у ресторану и, пошто је Бенсонова упуцана, она убија починиоца. Линда Вилки добија адвоката пре него што је испитају наредници Белова и Фин. Она одбија да га се одрекне све док Ролинсова није разговарала с њом о самоубилачкој поруци коју је оставио на Божић. Проналазе га у тренутно затвореном летњем кампу и проналазе селфије на зиду његове кабине. Нажалост, Кајл пуца Велану у врат. Вилки се убоо пошто је видео Стаблера. Ово приморава хитну помоћ да дају предност спасашању Велана. Вилки је одведен у затворску болницу. Кајл је приморан да затвори "Шпијун" када је против његове мајке подигнута оптужница, а она изручена из Охаја. Велан је остао одузет када је изашао са операције, а његов отац у посети га уклања са апарата за одржавање живота. Вилки одлази на доживотну робију. |              |                                |                 |                                                                              |                      |           |                          |

## Напомена
1. ↑  Епизода "Треба ми склониште" је први део триологије. Други је у Одељењу за специјалне жртве, а трећи у серији Ред и закон.
2. ↑  Епизода "Те плаве очи" је унакрсна епизода са Одељењем за специјалне жртве.
3. ↑  Прича епизоде "Шпијун" почиње у епизоди "Лоше ствари (1. део)" Одељења за специјалне жртве.
4. ↑  Прича епизоде "Са много имена" почиње у епизоди "Сав бол је једна болест (2. део)" Одељења за специјалне жртве.